# Vieska (Banská Bystrica)
|  | No s'ha de confondre amb Vieska (Trnava). |

Vieska és un poble i municipi d'Eslovàquia. Es troba a la regió de Banská Bystrica.

## Història
La primera menció escrita de la vila es remunta al 1447.

## Demografia
| Godina             | 1994 | 2004   | 2014   | 2024    |
| ------------------ | ---- | ------ | ------ | ------- |
| Nombre de persones | 199  | 208    | 219    | 188     |
| Diferència         |      | +4,52% | +5,28% | −14,15% |

| Godina             | 2023 | 2024   |
| ------------------ | ---- | ------ |
| Nombre de persones | 186  | 188    |
| Diferència         |      | +1,07% |